# Западни среднонемски езици
Западните среднонемски езици представляват група горногермански диалекти, от които само люксембургският има статут на официален език.